# Mohyliw

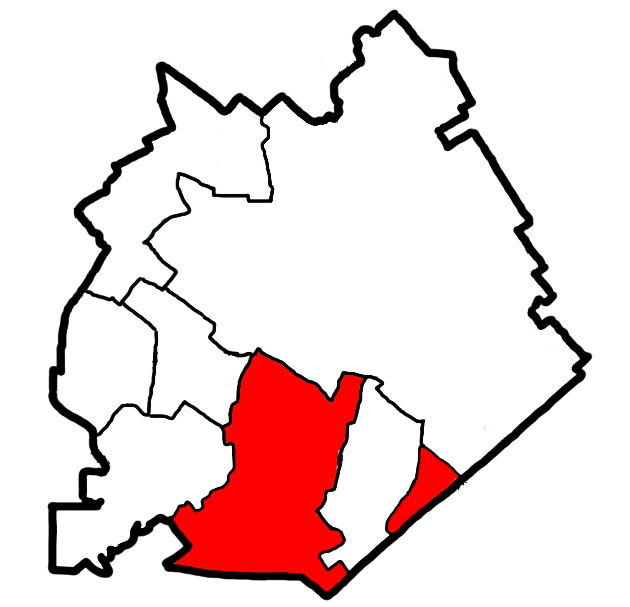
Gemeindegebiet innerhalb des Rajon Zarytschanka

Mohyliw (ukrainisch Могилів; russisch Могилёв Mogiljow) ist ein Dorf im Nordwesten der ukrainischen Oblast Dnipropetrowsk mit etwa 3300 Einwohnern (2021) und einer Gemeindefläche von 146,6 km².

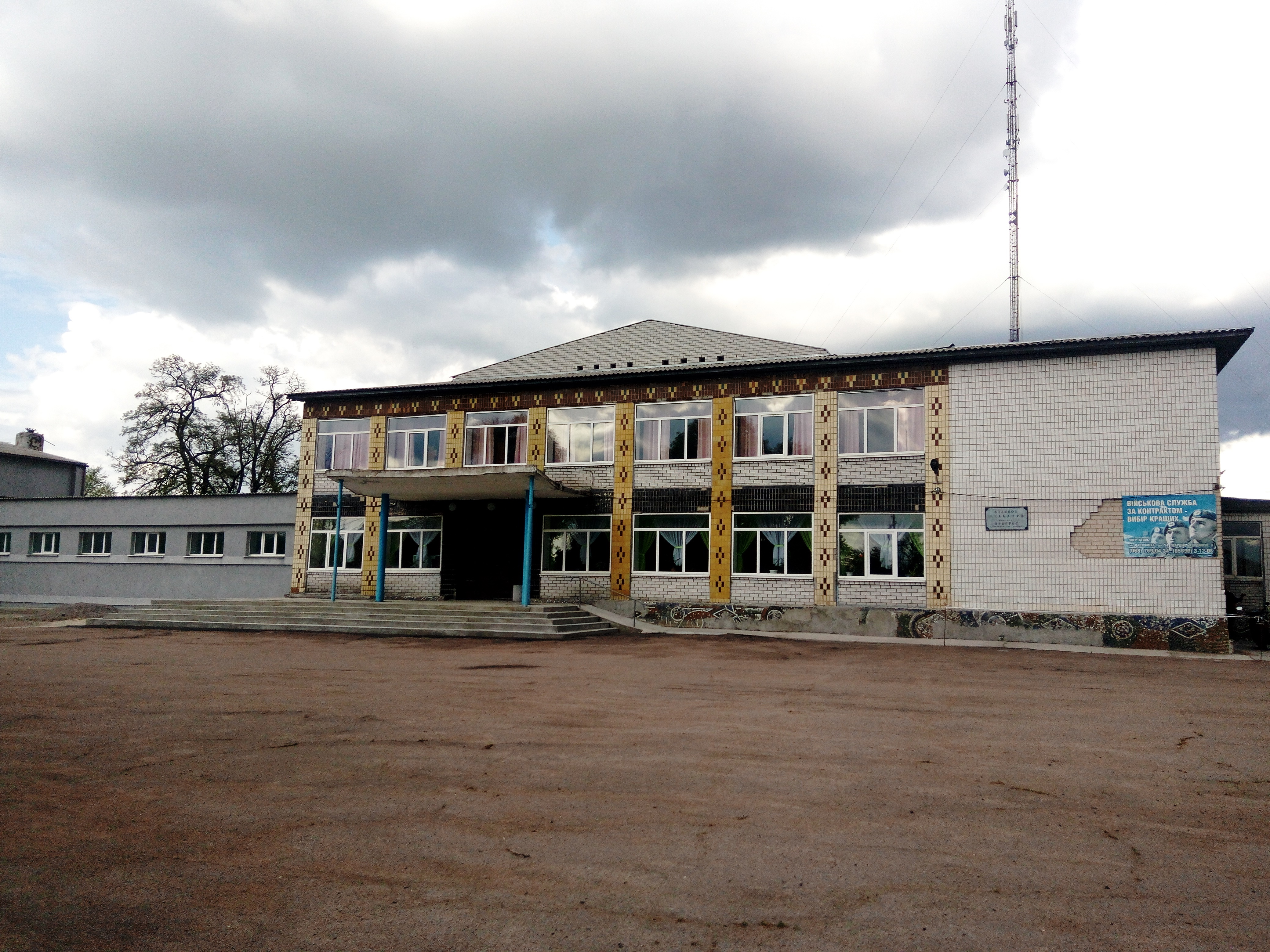
Kulturhaus im Ort

Die erste schriftliche Erwähnung des Dorfes stammt aus dem Jahr 1773.
Mohyliw liegt zwischen dem Ufer des Oril im Westen und dem Dnepr-Donbas-Kanal im Osten. Durch die Ortschaft verläuft die Regionalstraße P–52/T–04–41, die nach 14 km in nördliche Richtung zum ehemaligen Rajonzentrum Zarytschanka und nach etwa 50 km in südöstliche Richtung zum Oblastzentrum Dnipro führt.

## Verwaltungsgliederung
Am 28. August 2015 wurde das Dorf zum Zentrum der neugegründeten Landgemeinde Mohyliw (Могилівська сільська громада/Mohyliwska silska hromada). Zu dieser zählten auch das Dorf Protoschi, bis dahin bildete es die gleichnamige Landratsgemeinde Mohyliw (Могилівська сільська рада/Mohyliwska silska rada) im Süden des Rajons Zarytschanka.
Am 12. Juni 2020 kamen noch 9 weitere in der untenstehenden Tabelle aufgelistete Dörfer sowie die Ansiedlung Molodischne zum Gemeindegebiet.
Am 17. Juli 2020 kam es im Zuge einer großen Rajonsreform zum Anschluss des Rajonsgebietes an den Rajon Dnipro.
Folgende Orte sind neben dem Hauptort Mohyliw Teil der Gemeinde:
| Name                     | Name        | Name                         |
| ukrainisch transkribiert | ukrainisch  | russisch                     |
| ------------------------ | ----------- | ---------------------------- |
| Jehoryne                 | Єгорине     | Егорино (Jegorino)           |
| Kateryniwka              | Катеринівка | Катериновка (Katerinowka)    |
| Molodischne              | Молодіжне   | Молодёжное (Molodjoschnoje)  |
| Nowopidkrjasch           | Новопідкряж | Новоподкряж (Nowopodkrjasch) |
| Nowoseliwka              | Новоселівка | Новосёловка (Nowosjolowka)   |
| Plaweschtschyna          | Плавещина   | Плавещина (Plaweschtschina)  |
| Prototschi               | Проточі     | Проточи                      |
| Saliwka                  | Салівка     | Саловка (Salowka)            |
| Subkiwka                 | Зубківка    | Зубковка (Subkowka)          |
| Supyna                   | Супина      | Супина (Supina)              |
| Zybulkiwka               | Цибульківка | Цибульковка (Zibulkowka)     |